# Петар Ивелић
Петар Иванов Ивелић (Венеција, 1772 – ?, Русија, ?) је био руски генерал-мајор и гроф пореклом из Рисна.
У његовој биографији стоји: „Српске националности, грчке вероисповести, из венецијанске грофовске породице, руски поданик“. У руским књигама се води као Пётр Иванович Ивелич.

## Рисански Ивелићи
Ивелићи су стара рисанска породица. По неким изворима доселили су у Рисан још за време Немањића.
Отац Јован је био протопрезвитер у Рисну, а његова два брата у служби руског цара, генерали и дипломате. Петрова баба Јефимија је била од Влаисавића. Могуће да је реч о знаменитим Владиславићима. То би била и могућа веза за одлазак Јефимијиних синова у Русију.
Петар је један од петорице Ивелића који су постали генерали.

## Војна каријера
Своје школовање и војну каријеру започео је у војсци Млетачке републике. Ту је добио чин поручника. 5. јула 1788. године прелази у Руску армију и 12. септембра добија чин капетана, а службовао је у команди Нашебургског пешадијског пука на чијем је челу био командант и његов рођак Марко Ивелић. Касније прелази у Фински јегерски корпус а од 1793. године командује Ширеванским пешадијским пуком.
Учествовао је у руско-турском рату 1787-91. године.
Напредује 1794. у чин секунд-мајора, 1799 у чин потпуковника а 1800. постаје пуковник.
Године 1806. постао је командант новоформираног Брестовског пешадијског пука, са киме је ратовао против Француза 1807. године у саставу резервног корпуса грофа Бенигсена. 1808. године учествовао је у рату против Шведске. Због заслуга добио је исте године чин генерал-мајора и одликован је одредном св. Георгија IV степена под бројем 930. На орден је узвратио показивањем још већег умећа и храбрости у борби против шведске војске и приобалпуковникне флоте приликом заузимања уског пролаза Тавастенскер, 9. јула, као и приликом разбијања непријатеља у заливу код острва Сандо, те на копну на острву Кимито 21. јула, где је у борбама веома значајно садејствовао руској флоти, када је командујући одредом копнених снага распоређених на острву Кимито поред рта Вестанцкиер својом неустрашивошћу задржао најјаче ударе много надмоћнијег непријатеља, поразио га и спасио сву руску приобалну артиљерију.

## Учешће у великом отаџбинском рату
Учествовао је у Отаџбинском рату против Наполеонове армије 1812. године. Командовао је најпре Првом а онда Другом бригадом 17. пешадијске дивизије. Учествовао је у биткама под Витебском, Смоленском и Бородином. Рањен је у Бородинској битки али је оздравио и након краћег одмора враћен је у јединици. Добитник је ордена Ане I и II степена и Ордена св. Владимира 3. степена и Медаље из 1812. године.
1813. године учествовао је у борбама код Дрездена и Бауцена, а 1814. године у борбама код града Еперне у Француској.
Војну службу напустио је је 5. децембра 1816. године. Добио је титулу Грофа 1825. године.
После дужег одсуствовања вратио се у Рисан, да би одрадио послове око управљања имовином, о чему га је обавештавао брат Саво.
Био је ожењен Татјаном, рођеном Нерпина. Имао је сина Николу и ћерке Александру, Јелисавету и Надежду.